# Josane Duranteau
Josane Duranteau, née à Paris le 28 janvier 1923 et morte le 27 juin 1998 à Neufchâtel-en-Bray, est une journaliste, essayiste et romancière française.

## Biographie
Ses parents venaient de Touraine et du Limousin. Pendant la Seconde Guerre mondiale, elle joint la Résistance.
Auteur de romans, biographies et articles sur la littérature, elle est surtout connue pour sa biographie d'Albertine Sarrazin. Duranteau a fait des éditions critiques de la majorité des écrits d’Albertine Sarrazin, parmi lesquels les Lettres à Julien (le mari d’Albertine).
Elle a également publié des interviews avec des écrivains et des articles littéraires dans Critique (vers 1958-1960), puis dans Combat. De 1966 à 1970, elle collabore aux pages de La Quinzaine littéraireet ensuite dans Les Lettres françaises.
Pendant plusieurs années, elle est critique littéraire de L'Éducation nationale et du Monde. Très tôt après sa création en 1967, elle signe des articles dans Le Monde des livres et pendant les années 1975-1981 environ, la rubrique Ce que les Français ont lu cette année ?. Elle avait publié une décennie plus tôt déjà, une enquête similaire dans Le Monde du 6 juillet 1968 : Que lisent les révolutionnaires de mai ?. Elle est également l'auteur d'une enquête sur les encyclopédies: Encyclopédies de notre temps: loin de Diderot dans Le Monde du 5-11 mai 1977.

## Œuvres
- 1971 : Albertine Sarrazin, éditions Julien Sarrazin.
- 1974 : La Belle Indienne, Éditions Stock (Grand Prix de l'Association des écrivains de l’Ouest 1975)[7].
- 1975 : Josane: ou, Le Bon Usage du malheur, éditions Julliard[8].
- 1976 : Les Petits Carnets de M. Billon, Calmann-Levy.
- 1977 : Le Départ, éditions Julliard[9].
- 1981 : Les Confidences vénitiennes, Éditions Stock[10].
- 1986 : La Maison Georgeau, vie d'une famille bourgeoise de Saint-Germain-des-Prés au 17e siècle (1623-1629) (avec Jean Pommard), édition Lattès.